# Ljutoglav
Lutogllavë en albanais et Ljutoglav en serbe latin (en serbe cyrillique : Љутоглав) est une localité du Kosovo située dans la commune/municipalité de Prizren et dans le district de Prizren/Prizren. Selon le recensement kosovar de 2011, elle compte 1 218 habitants, tous albanais.
Le village est connu sous d'autres noms albanais comme Lutogllava ou Qutogllavë.

## Démographie

### Évolution historique de la population dans la localité
| 1948 | 1953 | 1961 | 1971 | 1981 | 1991 | 2011  |
| ---- | ---- | ---- | ---- | ---- | ---- | ----- |
| 132  | 145  | 194  | 356  | 580  | 706  | 1 218 |

|  |